# Eublepharis
Eublepharis is een geslacht van hagedissen die behoren tot de gekko's en de familie Eublepharidae.

## Naam en indeling
De wetenschappelijke naam van de groep werd voor het eerst voorgesteld door John Edward Gray in 1827. Er zijn zes soorten, inclusief de pas in 2014 beschreven soort Eublepharis satpuraensis.
De geslachtsnaam Eublepharis betekent vrij vertaald 'echte oogleden' en slaat op de oogleden die deze gekko's bezitten, in tegenstelling tot de meeste gekko's.

## Verspreiding en habitat
De gekko's komen voor in delen van Azië en het Midden-Oosten en leven in de landen Afghanistan, Pakistan, India, Nepal, Iran, Rusland, Kirgizië, Turkmenistan, Bangladesh, Irak en Syrië, mogelijk in Turkije.
De habitat bestaat voornamelijk uit droge tropische en subtropische scrublands, rotsige omgevingen, droge tropische en subtropische bossen en vochtige tropische en subtropische laaglandbossen. Ook in door de mens aangepaste streken zoals akkers en landelijke tuinen kunnen de hagedissen worden gevonden.

## Beschermingsstatus
Door de internationale natuurbeschermingsorganisatie IUCN is aan alle soorten een beschermingsstatus toegewezen. Vijf soorten worden beschouwd als 'veilig' (Least Concern of LC) en een soort als 'onzeker' (Data Deficient of DD).

## Soorten
Het geslacht omvat de volgende soorten, met de auteur en het verspreidingsgebied.
| Naam                                   | Auteur                                     | Verspreidingsgebied                       | Beschermingsstatus |
| -------------------------------------- | ------------------------------------------ | ----------------------------------------- | ------------------ |
| Eublepharis angramainyu                | Anderson & Leviton, 1966                   | Irak, Iran, Syrië, mogelijk in Turkije    |                    |
| Eublepharis fuscus                     | Börner, 1974                               | India                                     |                    |
| Eublepharis hardwickii                 | Gray, 1827                                 | India, Bangladesh                         |                    |
| Luipaardgekko (Eublepharis macularius) | Blyth, 1854                                | Afghanistan, Pakistan, India, Nepal, Iran |                    |
| Eublepharis satpuraensis               | Mirza, Sanap, Raju, Gawai & Ghadekar, 2014 | India                                     |                    |
| Eublepharis turcmenicus                | Darevsky, 1977                             | Rusland, Kirgizië, Turkmenistan, Iran     |                    |